# Tal Nitzán
Tal Nitzán (en hébreu : טל ניצן) est une poétesse, écrivaine et traductrice israélienne.

## Biographie
Tal Nitzán née à Jaffa de parents nés en Argentine. Suivant ses parents, diplomates israéliens, elle vit à Buenos Aires, Bogota et New York. Nitzán est licenciée en histoire de l'art et études hispaniques, titulaire d’une maîtrise en littérature. Elle réside aujourd'hui à Tel Aviv.
Tal Nitzán a remporté plusieurs prix littéraires, dont le Prix des femmes écrivains, le Prix du ministère de la Culture attribué aux poètes débutants et le Prix du Premier ministre pour les écrivains. Son frère Gabi est aussi écrivain.

## Œuvre
Tal Nitzán a publié à ce jour sept recueils de poèmes, deux romans et un recueil de nouvelles. 
- Son livre Domestica (2002) a reçu le Prix du ministère de la Culture attribué à un premier recueil de poésie.
- Son second ouvrage, Soirée ordinaire (2006) a reçu le Prix de l'association des éditeurs.
- Café Soleil Bleu a été publié en 2007.
- La première qui oublie (2009) a reçu le prix de la Société des artistes et écrivains récompensant une œuvre poétique remise anonymement.
- Deux fois le même nuage (2012) a reçu le prix de l'université hébraïque de Jérusalem.
- Son dernier recueil : To the inner court (2015)[2].

11 anthologies de ses poèmes ont été publiées en italien, en espagnol, en anglais, en portugais, en lituanien et en allemand.
En français les recueils Soirée ordinaire (2011) et Deux fois le même nuage (2016) ont été publiés aux Éditions Al Manar.
Militante pour la paix, Tal Nitzán a composé l’anthologie D’un burin de fer (2005), rassemblant 99 poèmes israéliens témoignant de vingt années de protestation contre l’occupation israélienne, publié aux États-Unis (SUNY press, 2009) et en France (Al Manar, 2013).
Son premier roman, Chacun des enfants, a été publié en 2015, le deuxième, La passagère, en 2020, et son recueil de nouvelles en 2021.

### Traductions littéraires
Tal Nitzán a traduit quelque 80 ouvrages de l’espagnol et de l’anglais vers l’hébreu, dont des recueils de poésie de Pablo Neruda, Antonio Machado, Octavio Paz, Jorge Luis Borges, César Vallejo, Cervantes, etc., ainsi que des livres de prose de Cervantes, Gabriel García Márquez, Mario Vargas Llosa, Julio Cortázar, Toni Morrison, Ian McEwan, etc. 
Ses traductions ont obtenu plusieurs prix, dont, en 1995 et 2005, le Prix de la création attribué par le ministère de la Culture. La  médaille du président chilien lui a été attribuée en 2004 pour ses traductions de la poésie de Pablo Neruda.